# Montre GPS
 (signalé en mai 2025).
Si vous disposez d'ouvrages ou d'articles de référence ou si vous connaissez des sites web de qualité traitant du thème abordé ici, merci de compléter l'article en donnant les références utiles à sa vérifiabilité et en les liant à la section « Notes et références ».
- Archive Wikiwix
- Bing
- Cairn
- DuckDuckGo
- E. Universalis
- Gallica
- Google
- G. Books
- G. News
- G. Scholar
- Persée
- Qwant
- (zh) Baidu
- (ru) Yandex
- (wd) trouver des œuvres sur Wikidata

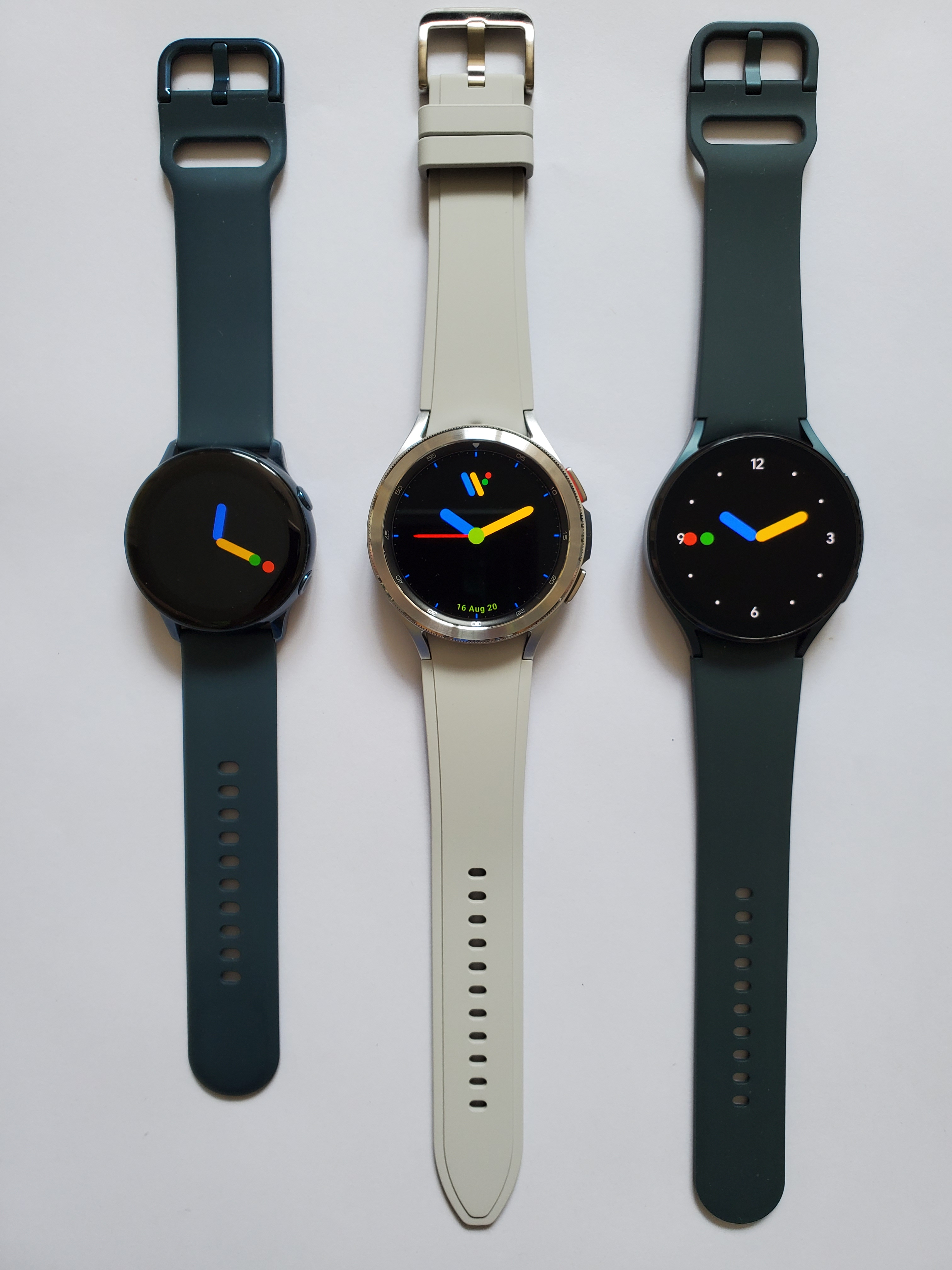
Smartwatch

Une montre GPS est une montre munie d'un récepteur GPS. La montre peut avoir d'autres capacités selon l'usage auquel elle est destinée et peut être une montre  intelligente.
Les montres GPS sont le plus souvent utilisées à des fins sportives et de remise en forme. Plusieurs peuvent se connecter à des capteurs externes par le protocole de communication sans fil ANT+, et/ou à un ordinateur par USB pour transférer des données. Les capteurs couramment utilisés sont les cardiofréquencemètres et les footpods (en) (capteur de cadence et de vitesse de course). Un footpod peut être utilisé pour compléter ou remplacer les données GPS, par exemple en fournissant la vitesse et la distance du tapis de course pour que la montre puisse les enregistrer et les partager. La recharge par USB est courante.

## Caractéristiques associées
On retrouve fréquemment les caractéristiques suivantes sur les montres GPS :
- affichage (éclairé ou passif) ;
- affichage du temps ;
- affichage de la vitesse et de la cadence ;
- affichage de cartes ;
- itinéraires ;
- suivi d'itinéraire ;
- cardiofréquencemètre ;
- capteur de cadence et de vitesse de course (footpod) ;
- capteur de cadence de pédalage ;
- capteur de puissance cycliste ;
- balance de poids ;
- transitions sportives (telles que les triathlons) ;
- programmes d'entraînement (tels que les entraînements par intervalles) ;
- connexion à un ordinateur pour l'enregistrement, la cartographie et le partage des données ;
- rappels d'hydratation/nutrition ;
- alarmes de rappel pour alterner entre la course et la marche ;
- accéléromètre pour le suivi de la natation en salle ;
- écran tactile ;
- pile rechargeable supplémentaire plus grande pour les événements plus longs (marathon, etc.).